# クララ・サンチェス
クララ・サンチェス（Clara Sanchez、1983年9月20日 - ）は、フランス、マルティーグ出身の女子自転車競技（トラックレース）選手。

## 来歴
主にケイリンでの活躍が目立ち、世界選手権自転車競技大会の同種目では、2004年、2005年と連覇。2002年、2006年、2009年は2位に入った。
2002年
- 世界選手権
  - ケイリン 2位

2003年
- フランス選手権
  - 500mTT 優勝
  - スプリント 優勝

2004年
- 世界選手権
  -  ケイリン 優勝
- フランス選手権
  - 500mTT 優勝
  - スプリント 優勝

2005年
- フランス選手権
  - スプリント 優勝
- 世界選手権
  -  ケイリン 優勝
- UCIトラックワールドカップ2005-2006
  - マンチェスター - ケイリン 優勝

2006年
- UCIトラックワールドカップ2005-2006
  - ロサンゼルス - ケイリン 優勝
- 世界選手権
  - ケイリン 2位
- フランス選手権
  - 500mTT 優勝
  - スプリント 優勝

2007年
- フランス選手権
  - スプリント 優勝

2008年
- 北京オリンピック
  - スプリントに出場し、5位入賞を果たした。
- フランス選手権
  - スプリント 優勝
- UCIトラックワールドカップ2008-2009
  - カリ - チームスプリント 優勝

2009年
- UCIトラックワールドカップ2008-2009
  - コペンハーゲン - ケイリン 優勝
- 世界選手権
  - ケイリン 2位

2010年
- 欧州選手権
  - チームスプリント 優勝

2011年
- UCIトラックワールドカップ2010-2011
  - 北京 - ケイリン 優勝
- 世界選手権
  - ケイリン 3位
- UCIトラックワールドカップ2011-2012
  - アスタナ - ケイリン 優勝

2012年
- ロンドン五輪・ケイリン 4位